# Сассекський вампір
«Са́ссекський вампі́р» (англ. The Adventure of the Sussex Vampire) — твір із серії «Архів Шерлока Холмса» Артура Конана Дойла. Уперше опубліковано у Strand Magazine у 1924 році.

## Сюжет
До Холмса приходить містер Роберт Фергюсон, який збентежений тим, що його дружина-перуанка смокче кров з їх немовляти. Кілька разів за цим заняттям її заставала нянька. Вона спочатку не хотіла казати господарю, але потім розповіла. Містер Фергюсон звичайно ж не повірив, але потім сам побачив, як дружина припала ротом до шиї дитини.
Це другий шлюб містер Фергюсона, від першого в нього залишився син Джек, років п'ятнадцяти, у якого певні негаразди з ногами, але він може ходити. У хлопчика на тілі присутні побої від мачухи. Жінка відмовляється щось коментувати, і закрилась у себе в кімнаті, дозволяючи заходи туди своїй покоївці Долорес, з якої вона приїхала до Англії.
Коли Холмс з Вотсоном приїхали до будинку Фергюсонів, покоївка господині говорить, що її хазяйка захворіла. Вотсон хоче допомогти їй. Коли він зайшов, то побачив молоду гарну жінку південної зовнішності, яка сказала, що не може сказати чоловікові правду, щоб не розбити йому серце. Вона також вимагає віддати їй дитину, за якою з моменту її викриття, доглядає медсестра.
Холмс розглядає зброю з Південної Америки на стінах будинку, яка очевидно з'явилась з приїздом майбутньої місіс Фергюсон. Детектив бачить двох дітей: відданого батькові Джека й маленьке немовля з ранами на шиї. Вотсон помічає, що Холмс дивиться у скло відчиненого вікна. Звертає увагу він і на собаку в будинку, яка з невідомої господарю причини недавно почала кульгати.
Холмс розуміє, що це делікатний випадок. Він надсилає записку місіс Фергсюон, у якій повідомляє, що йому відома правда й він її повідомить. Виявляється, що в усьому винний старший син містера Роберта, Джек. Він дуже ревнував батька до свого брата, Холмс побачив це у відображенні у вікні, коли батька пестив молодшого сина. Джек стріляв отруйними дротиками в немовля, а його мати висмоктувала отруту з дитини. Рани на шиї дитини були викликані саме дротиками, а не укусами матері. Вона не могла сказати цього чоловікові, бо це могло стати для нього важким ударом. Одна сказала це Мейсон, своїй покоївці. Холмс порекомендував Джеку рік подорожей морем.

## Галерея
Художник — Говард Елкок.

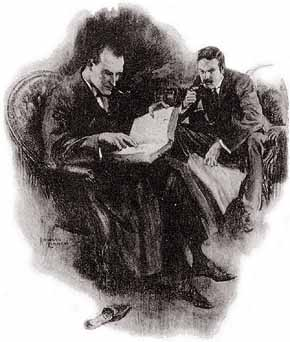
Холмс читає записник
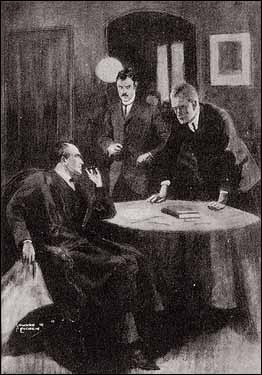
Шерлок Холмс і доктор Вотсон вдома у Роберта Фергюсона
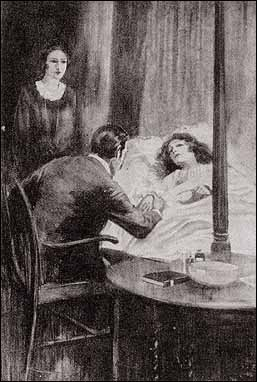
Вотсон оглядає місіс Фергюсон
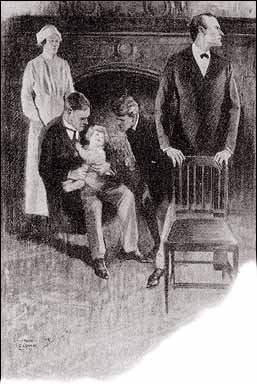
Роберт Фергюсон з немовлям, Біллі та Шерлок Холмс